# Zepu
Zepu (chiń. 泽普县; pinyin: Zépǔ Xiàn; ujg. پوسكام ناھىيىسى, Poskam Nahiyisi) – powiat w zachodnich Chinach, w regionie autonomicznym Sinciang, w prefekturze Kaszgar. W 2000 roku liczył 181 721 mieszkańców.